# 1904 ve fotografii

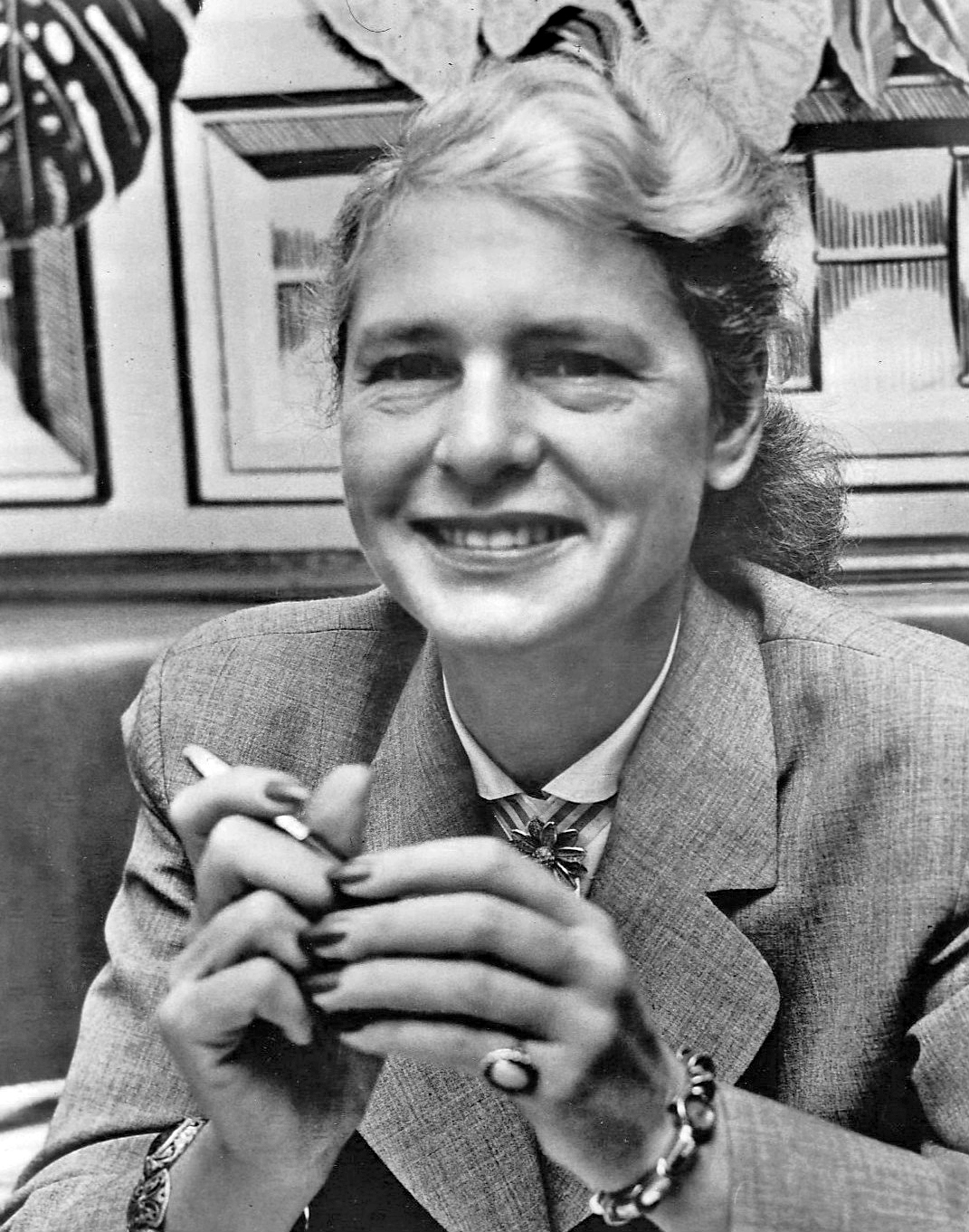
Margaret Bourke-Whiteová se v roce 1904 narodila

Tento článek obsahuje významné fotografické události v roce 1904.

## Události
- 6. května patentoval Nikolaj Vladimírov nádobku na vyvolávání desek plnitelnou z kazet na denním světle.[1]
- Edward Steichen pořídil fotografie The Flatiron a Měsíční svit na rybníku.

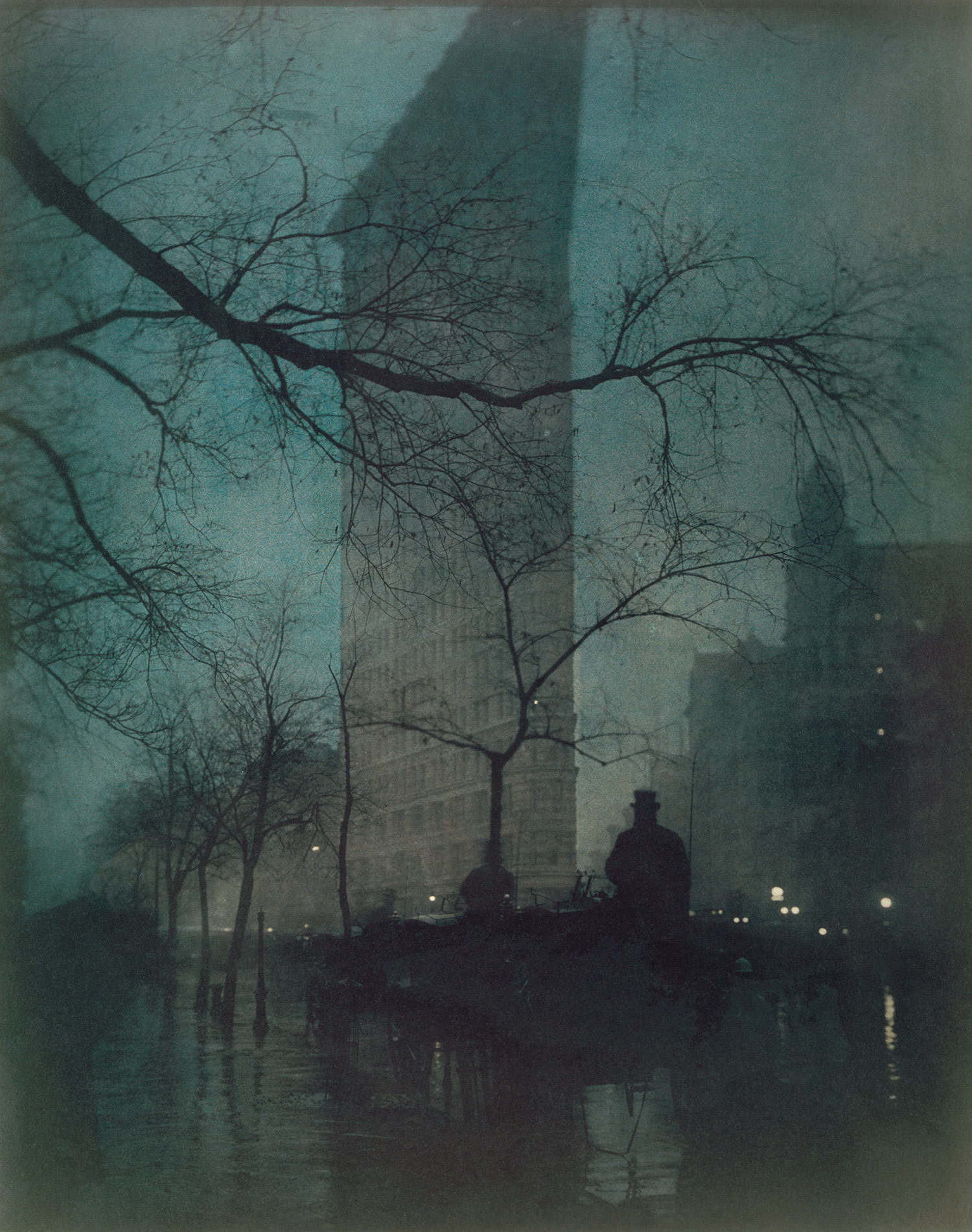
Edward Steichen pořídil fotografie The Flatiron a Měsíční svit na rybníku
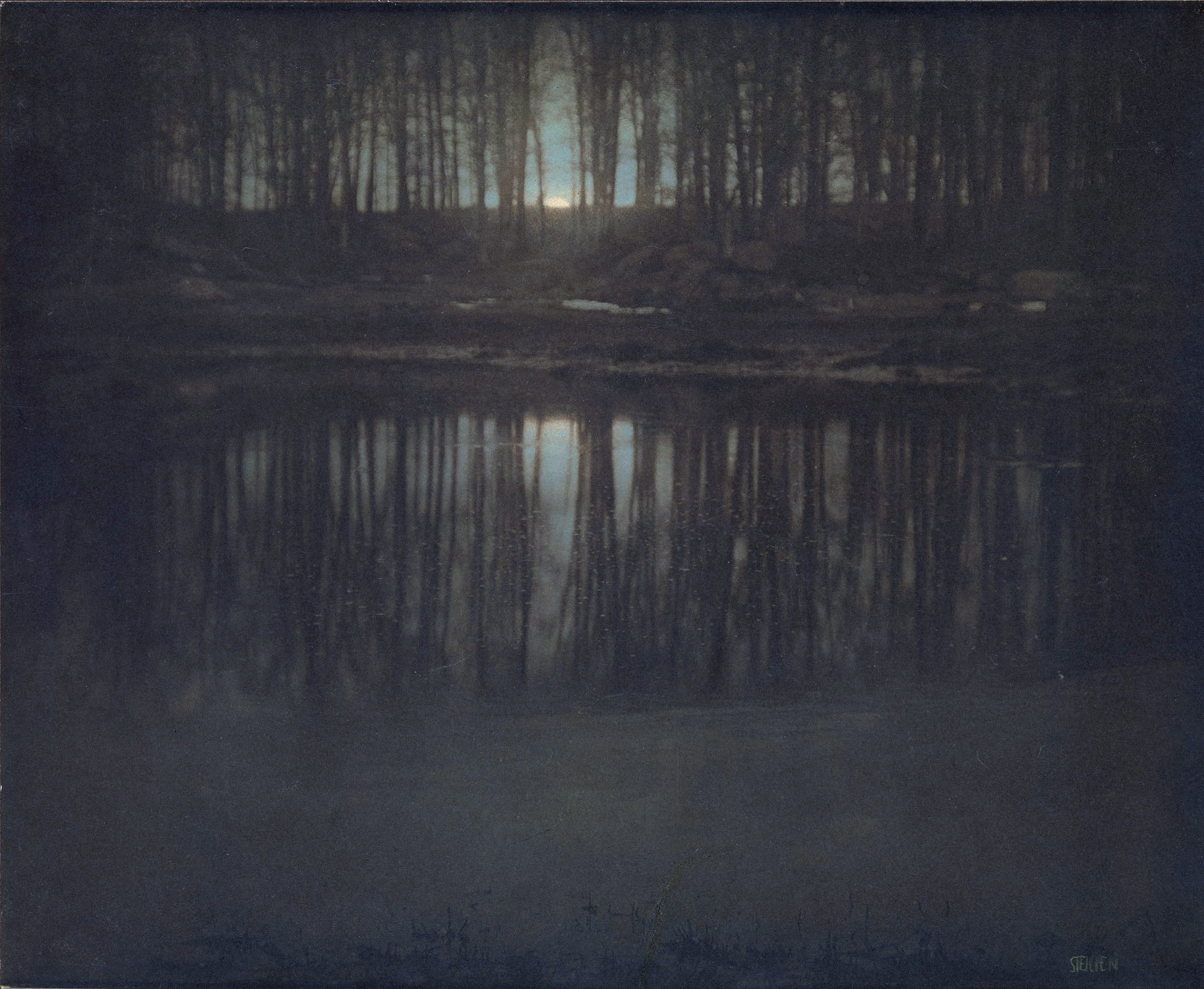
Edward Steichen pořídil fotografie The Flatiron a Měsíční svit na rybníku.

## Narození v roce 1904
- 3. ledna – Joseph Costa, americký fotograf, žurnalista a zakladatel National Press Photographers Association († 1. srpna 1988)
- 14. ledna – Cecil Beaton, anglický fotograf, scénograf a kostýmní výtvarník († 18. ledna 1980)
- 2. března – Irena Blühová, slovenská fotografka († 30. listopadu 1991)
- 6. března – Anatole Saderman, argentinský fotograf († 31. října 1993)
- 18. března – Edvard Cenek, český spisovatel a fotograf († 26. července 1971)
- 28. března – Izrail Abramovič Ozerskij, ruský fotograf († 1971)
- 3. dubna – Bill Brandt, britský novinářský fotograf († 20. prosince 1983)
- 21. dubna – Mies Merkelbach, nizozemská fotografka († 2. dubna 1985)
- 9. května – Grete Stern, německá fotografka a designérka († 24. prosince 1999)
- 8. června – Angus McBean, velšský fotograf († 9. června 1990)
- 14. června – Margaret Bourke-Whiteová, americká fotografka († 27. srpna 1971)
- 5. července – Kójó Išikawa, japonský fotograf († 26. prosince 1989)
- 31. července – Alfons Himmelreich, izraelský fotograf narozený v Německu († 8. dubna 1993)
- 3. září – Marcel Bovis, francouzský fotograf († 1997)
- 8. září – Emeric Fehér, maďarský fotograf († 1966)
- 14. září – František Illek, český fotograf († 17. června 1969)
- 8. října – François Kollar, francouzský fotograf slovenského původu († 1979)
- 4. listopadu – Klára Loosová,  československá fotografka aktivní v Rakousku († 19. ledna 1942)
- 24. listopadu – Jiří Sever, fotograf a chemik († 10. května 1968)
- 14. prosince – Charles Fenno Jacobs, americký fotograf († 27. června 1974)
- ? – Galina Saňková, sovětská novinářská fotografka († 1981)
- ? – Ivan Šagin, sovětský novinářský fotograf († 1982)

## Úmrtí v roce 1904
- 16. ledna – Jules Beck, švýcarský fotograf vysokohorských oblastí (* 20. června 1825)
- 14. února – Rudolf Liehmann, český varhaník, houslista, dirigent, fotograf, ředitel školy a hudební pedagog dlouhodobě působící v Litvě (* 8. ledna 1855)
- 8. května – Eadweard Muybridge, anglický fotograf a vynálezce (* 9. dubna 1830)
- 21. května – Étienne-Jules Marey, francouzský vědec, lékař a fotograf (* 5. března 1830)
- 22. května – Hikoma Ueno, japonský fotograf, (* 15. října 1838)
- 30. srpna – Stanislas Ratel, francouzský inženýr a průkopník fotografie (* 20. března 1824)
- 26. listopadu – Ludvig Offenberg,  dánský portrétní fotograf s ateliérem v Kodani (* 31. července 1863)
- 10. prosince – Adolf Eckstein, německý heliorytec, fotograf, vydavatel a novinář (* 1842)
- ? – Charles David Winter, alsaský fotograf (* 1821)
- ? – Wilhelm Ivens, nizozemský fotograf (* 1849)